# Hans-Egon Bender
Hans-Egon Bender (* 3. Oktober 1933 in Idar-Oberstein) ist ein deutscher Jurist und ehemaliger Richter am Bundessozialgericht.

## Leben
Hans-Egon Bender studierte nach seinem Abitur Rechtswissenschaft in Mainz, Frankfurt am Main und München. Nach den erfolgreichen bestandenen ersten und zweiten juristischen Staatsexamen (1957/1962) war er zunächst als Rechtsanwalt in Koblenz tätig, bevor er in die Rechtsabteilung des Zweiten Deutschen Fernsehens, später in die Rechts- und Personalabteilung der Dornier-Werke wechselte.
Im Februar 1965 trat Bender in den Justizdienst des Landes Rheinland-Pfalz ein und wurde Gerichtsassessor beim Land-, später beim Amtsgericht in Mainz. Seit September 1970 war er in der Sozialgerichtsbarkeit tätig, zunächst abgeordnet an das Landessozialgericht Rheinland-Pfalz, wo er im Mai 1971 zum Landessozialgerichtsrat berufen wurde.
Die Ernennung zum Richter am Bundessozialgericht erfolgte am 18. Januar zum Februar 1974. Dort war Bender für das Arbeitsförderungsrecht und für die Arbeitslosenversicherung im 7. Senat, ab Jahresbeginn 1980 für die Knappschafts-, die Unfall- und die Rentenversicherung der Arbeiter im 5. Senat zuständig. Zuletzt war Bender stellvertretender Vorsitzender des 5. Senats. Von Juli 1978 bis Ende Juni 1982 war er zudem Mitglied des Richterrats sowie seit September 1981 Mitglied der Kommission der Dokumentationsstelle.
Die Pensionierung erfolgte auf eigenen Antrag im April 1997.
Hans-Egon Bender lebt in Kassel.

## Schriften
- Der Richter als Arbeitnehmer. In: ÖTV Weser-Ems. Justiztag 1979. 21.–22. September 1979. Dokumentation (mit Beiträgen von Rothländer, Däubler, Hans-Egon Bender und Karl-Heinz Werner). ötv in der Rechtspflege 19, S. 11. Bremen 1980.